# چارلز روشر
چارلز روشر (به انگلیسی: Charles G. Rosher) فیلمبردار انگلیسی سینمای هالیوود و برنده جایزه اسکار بهترین فیلمبرداری سال ۱۹۴۶ بود.

## فیلمشناسی
- عشق‌بازی‌های چلینی (۱۹۳۵)
- طلوع: آواز دو انسان (۱۹۲۹)
- پرچم‌های سفید (۱۹۳۸)
- یک سالگی (فیلم) (۱۹۴۶)
- یک پا در بهشت (۱۹۴۱)
- پس از ساعت اداری (۱۹۳۵)
- طوفان (فیلم ۱۹۲۸) (۱۹۲۸)
- آتلانتیک (فیلم) (۱۹۲۹)
- دختر شهر کوچک (فیلم ۱۹۳۶) (۱۹۳۶)
- آنی تفنگت را می‌گیرد (۱۹۵۰ )
- رقص، احمق‌ها، رقص (۱۹۳۱)
- گناهکاران خندان (۱۹۳۱)